# Jacques Pauwels
Jacques R. Pauwels (Gand, 1946) è uno storico, politologo e saggista belga naturalizzato canadese, autore di un gran numero di libri e articoli che analizzano la storia moderna da una prospettiva marxista-leninista.

## Biografia
Nato nelle Fiandre, nella Comunità fiamminga del Belgio, Pauwels ha studiato storia all'Università di Gand tra il 1965 e il 1969, completando la laurea con una tesi intitolata Werkstakingen in België, 1830-1880 (lett. Scioperi operai in Belgio, 1830-1880). Dopo la laurea è emigrato in Canada e nel 1976 ha discusso una tesi alla York University, nell'Ontario, sul tema delle studentesse nelle università del Terzo Reich. Ha completato la sua formazione con un master e un dottorato in scienze politiche presso l'Università di Toronto. Ha insegnato in diverse università dell'Ontario, tra cui le Università di Toronto, Waterloo e Guelph. È anche attivo come operatore turistico e guida in un'azienda di famiglia, il Pauwels Travel Bureau, a Brantford, Ontario.
Pauwels, che vive in Canada dal 1969, è autore di decine di libri e articoli sia in lingua inglese che nella sua lingua madre, l'olandese. Molti dei suoi libri sono stati tradotti, in particolare in francese, tedesco, italiano e spagnolo.

## Opere
(selezione)
- De Groote Klassenoorlog 1914-1918, edizioni EPO, Anvers 2014 (trad. fr. la Grande Guerre des classes, éd. Aden Belgique, 2014 ; trad. in inglese The Great Class War 1914-1918, éd. James Lorimer, Toronto, 2016).
- Big Business met Nazi-Duitsland, edizioni EPO, 2009 (trad. fr. Big Business avec Hitler, traduzione Frank Degrez, éditions Aden, 2013 ; trad. tedesca 'Big Business mit Hitler', Jim Humble Verlag, 2015).
- Een geschiedenis van de namen van landen en volkeren, éditions EPO, 2006 (trad. in inglese: 'Beneath the Dust of Time: A History of the Names of Peoples and Places', Battlebridge Publications, London and Colombo, 2009).
- Europese namen voor de wereld, edizioni EPO, 2008.
- Het Parijs van de sansculotten: een reis door de Franse Revoluties, edizioni EPO, 2007.
- De Canadezen en de bevrijding van België 1944-1945, edizioni EPO, 2004.
- The Myth of the Good War: America in the Second World War (trad. it.  Jacques Pauwels, Il mito della guerra buona. Gli Usa e la Seconda Guerra Mondiale, traduzione di Silvio Calzavarini, Roma, Datanews, 2014  [2003], ISBN 9788879812276. Anche edizione tedesca, francesa, spagnola, neerlandesa e russa).
- Women, Nazis and Universities. Female University Students in the Third Reich, 1933-1945, Greenwood Press, Westport, Connecticut, 1984.
- (FR) Jacques Pauwels, Les Mythes de l’histoire moderne, Investig'Action, 2019, ISBN 978-2930827230.
- Jacques Pauwels, La grande guerra di classe, Zambon Editore, 2017, ISBN 9788898582495.
- Jacques Pauwels, Le corporations americane e Hitler, traduzione di Silvio Calzavarini, Napoli, La Città del Sole Edizioni, 2008.